# Аранити, Джемаль
Джемаль Аранити (алб. Xhemal Aranitasi; 25 января 1886, Аранитас, Османская империя — 13 марта 1961, Турция) — албанский военный деятель, главнокомандующий Королевской албанской армии (1939). 

## Биография
Родился 25 января 1886 года в семье полковника. Окончил военную академию в Стамбуле.
Во время Балканских войн служил в османской армии будучи командиром пулеметного подразделения.
Во время Первой мировой войны, когда большая часть территории Албании была оккупирована австро-венгерской армией, он служил в муниципалитете Аранитас в качестве командира жандармерии.
В 1920 году вступил в новосозданную албанскую армию, а через четыре года стал командиром батальона. В 1925 году в звании подполковника был назначен начальником генерального штаба Королевской албанской армии. Хотя значительные решения в армии принимались иностранными офицерами, такими как Густав фон Мирдач и Леон Гиларди, Аранитаси был единственным албанцем, номинально входившим в штаб. В 1929 году был произведен в генералы. После служил адъютантом короля Зогу I.
В 1939 году, будучи военным министром, перед итальянским вторжением Джемаль Аранити запретил прессе издавать публикации о народной мобилизации, а также запретил выдавать оружие гражданскому населению. 6 апреля 1939 года, накануне вторжения, Аранити покинул страну и поселился в Турции, где прожил до конца своих лет.

## Награды
Был награжден Большим крестом ордена Скандербега.
1. ↑  Stephen Taylor. Who's Who in Central and East Europe. — Цюрих, 1933-1934.